# Клечковский, Маврикий Мечеславович
Маври́кий Мечесла́вович Клечко́вский (1865—1938) — юрист, педагог, музыкальный теоретик (учился у C. И. Танеева), пианист, писатель, переводчик с английского.

## Биография
Соратник известного русского педагога К. Н. Вентцеля, пропагандист его теории свободного воспитания, автор «Воспоминаний о Л. Н. Толстом», книг по педагогике, по теории музыки. Одна из последних книг по теории музыки была утеряна, перед войной (1941—1945) книга находилась в издательстве, деятельное участие в организации её публикации принимал Д. Ф. Ойстрах.
У М. М. Клечковского была усадьба в деревне Клесово под Орлом. Возможно, что там в 10-х годах XX века им была организована школа по типу школы Л. Н. Толстого или «Дома свободного ребёнка» К. Н. Вентцеля. В 1917 г. имение было разграблено и Клечковский переехал в Орел. В 1918—1919 годах — он организатор и первый заведующий губернской центральной библиотеки, которая была создана из реквизированных помещичьих библиотек и лично им приведена в порядок. Клечковский имел в Орле хорошую собственную домашнюю библиотеку, на которую в эти годы получил охранную грамоту Наркомпроса.
В 20-е годы М. М. Клечковский работал директором Орловской музыкальной школы, затем переехал в Москву, где преподавал в Музыкальном техникуме имени А. Н. Скрябина — «Областном музыкальном техникуме».
М. М. Клечковский работал в журнале «Свободное воспитание» и был составителем серии «Библиотека свободного воспитания». Переводил приключенческую литературу Джека Лондона.
Среди учеников М. М. Клечковского — Б. М. Берлин, В. Г. Соколов

## Семья
Один из сыновей М. М. Клечковского — В. М. Клечковский — выдающийся ученый агрохимик-радиобиолог, академик ВАСХНИЛ.

## Переводы
1928
Джек Лондон «Приключение» / «Adventure» (1928, роман)
1929
Джек Лондон «Путешествие на «Ослепительном» / «The Cruise of the Dazzler» (1929, повесть)
1998
Джек Лондон «Берцовые кости» / «Shin-Bones» (1998, рассказ)
Джек Лондон «Дитя Воды» / «The Water Baby» (1998, рассказ)
Джек Лондон «Исповедь Алисы» / «When Alice Told Her Soul» (1998, рассказ)
Джек Лондон «Кости Кахекили» / «The Bones of Kahekili» (1998, рассказ)
Джек Лондон «На циновке Макалоа» / «On the Makaloa Mat» (1998, рассказ)
Джек Лондон «Прибой Канака» / «The Kanaka Surf» (1998, рассказ)
Джек Лондон «Слезы А-Кима» / «The Tears of Ah Kim» (1998, рассказ)